# 特拉夫尼基集中营
特拉夫尼基集中营（Trawniki concentration camp）由纳粹德国在占领波兰期间建立于特拉夫尼基村，约在卢布林东南40公里处，在波兰中央工业区的糖厂原址上建成。该集中营在存在期间具有劳改营和党卫队训练场的双重功能，并且细分为至少三个不同的区域。
特拉夫尼基集中营在德国入侵苏联后首次投入使用，用于关押苏联战俘，其铁路线通往波兰总督府领土的所有主要地方。1941年至1944年间，该营地扩展为党卫队训练设施，用于训练由各国纳粹勾结者组成的辅助警察（Schutzmannschaft），主要由乌克兰人构成。 特拉夫尼基还在1942年成为数千名犹太人的劳动营，并在1943年归入KL Lublin分营系统。 集中营中关押的犹太人被党卫队东方工业的临时工厂用作奴工，被迫在缺乏食物的恶劣条件下工作。
1943年时特拉夫尼基关押有12,000名犹太人，负责分拣从大屠杀地点运来的成车皮的服装。这些犹太人在1943年11月3日的丰收节行动中被营中驻扎的辅警（被称作“特拉夫尼基人”）全数屠杀；秩序警察部队的101预备警察营协助了该行动。集中营的首任指挥官为赫尔曼·赫夫勒，后来被卡尔·施特莱贝尔取代。

## 集中营运作
特拉夫尼基的纳粹德国集中营最初成立于1941年7月，用以关押德国在巴巴罗萨行动后在苏占波兰抓获的战俘。战俘营由铁丝网包围，新的营房是由战俘自己建造的。1942年集中营得到扩建，囊括了党卫队劳动营，以关押波兰总督府全境的波兰犹太人。在大区长奥迪洛·格洛博奇尼克的管理下，集中营在一年之内又加入了一些强迫劳动车间，如毛皮加工厂（Pelzverarbeitungswerk），毛刷厂（Bürstenfabrik），鬃毛处理厂（Borstenzurichterei），以及位于多罗胡察的泥炭厂（Das Torfwerk）新分厂 。
1942年6月到1944年5月期间，集中营中被纳粹强制劳动的犹太人是在莱因哈德行动中从华沙隔都及欧洲各地（德国、奥地利、斯洛伐克）的中转隔都运来的。1943年9月起，特拉夫尼基集中营成为Majdanek分营系统的一部分。

## 特拉夫尼基人

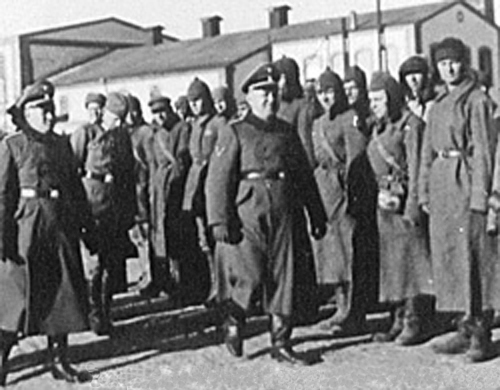
身着冬装的志愿帮手连队在特拉夫尼基的炼糖厂旧址前的训练广场接受卡尔·施特莱贝尔（有啤酒肚的微笑者）检阅。一些志愿帮手还戴着他们的苏联布琼尼帽。

1941年9月到1944年7月期间，特拉夫尼基具有完整的培训基地设施，设有餐厅和睡眠区。基地和犹太人集中营以内部围栏隔开，用于培训从战俘营中新招募的辅助警察，以便让他们在波兰总督府地区为纳粹德国效力。党卫队高级突击队长卡尔·施特莱贝尔和他的军官曾引诱已经熟悉枪支使用的乌克兰人、拉脱维亚人和立陶宛人，以利用他们自己的主动性。截至1944年底，共有5,082人在特拉夫尼基受训，准备执行德国特勤队各营的任务。:366
大多数“特拉夫尼基人”（或称“志愿帮手”）来自志愿加入的乌克兰族战俘；此外也有来自东欧的Volksdeutsche ，因为能说乌克兰语、俄语、波兰语和德占区的其他语言而受到重视。仅有这些德意志人成为小队指挥官。特拉夫尼基人大量参与了纳粹消灭波兰和其他国家犹太人的莱因哈德行动计划。他们曾在灭绝营中服役，并在镇压华沙隔都起义（见施特罗普报告）、比亚韦斯托克隔都起义以及其他隔都起义中发挥了重要作用。

### 特拉夫尼基人在最终解决方案中的关键作用
特拉夫尼基人（德语： Trawnikimänner ）由特拉夫尼基集中营部署到“ 最终解决方案 ”的所有主要屠杀地点。屠杀是他们受训的主要目的： 施特莱贝尔预先根据反犹太情绪筛选出加入者。所有特拉夫尼基人都曾参与射杀和殴打犹太人。在训练期间，特拉夫尼基人处决了许多被囚禁在双排铁丝网围栏另一边的犹太人。作为警卫，他们在消灭贝乌热茨灭绝营、索比布尔集中营和特雷布林卡二号营的犹太人时积极行动。他们在华沙 （三次）、琴斯托霍瓦、卢布林、利沃夫、拉多姆、克拉科夫、比亚韦斯托克（两次）、马伊达内克以及奥斯维辛执行了大规模屠杀，更不用说在特拉夫尼基集中营本身了。
在纳粹对德占波兰东部的犹太隔都的行动中，志愿帮手射手通常被党卫队高级突击队长卡尔·施特莱贝尔派遣到最糟糕的“现场的肮脏工作”，这样他们的并行单位——秩序警察部队预备役101警察营中的德国人不会因连续数小到或数天的亲手杀戮造成的恐怖而“发疯”。特拉夫尼基人常常以50人左右的小队到达杀戮地点。在任务开始时，他们会像做客一样坐下来享用背包里的三明治和伏特加，而此时现场的德国人正忙着对付成千上万不服管教的隔都居民。这样的景象在缅济热茨、武庫夫、拉曾、帕爾切夫、孔斯科沃拉、科马洛夫卡等许多地方都发生过。
特拉夫尼基枪手的射击既快速又疯狂，以至于威廉·特拉普手下的德国警察“经常不得不掩护以避免被击中。”特拉夫尼基人被纳粹认为是不可或缺的。在沃马济，德国人在混乱的约瑟夫乌大屠杀之后看到赶来的特拉夫尼基人，感到“喜出望外”。在缅济热茨的杀戮由一支约350至400人的特拉夫尼基人部队执行；同样的部队执行了帕爾切夫的屠杀。一些纳粹的秩序警察对杀害非犹太波兰人感到不安，他们的营在1942年9月之前射杀了4,600名犹太人，但只杀害了78名波兰人，数字非常不成比例。相比之下，志愿帮手对波兰人有着同等的仇恨。

## 1943年11月3日营地清空
当卢布林集中营的犹太人得知纳粹迫切需要他们的劳力时，他们以为事情不可能更糟糕了。 到10月底，卢布林/马伊达内克集中营的全体奴隶劳工——包括特拉夫尼基集中营的犹太囚犯——被命令建造反坦克战壕。这些囚犯始终没有意识到他们此行的真正目的。1943年11月3日，克里斯蒂安·维尔特下令开始代号“丰收节行动”的大屠杀，该事件后来被认为是德国对斯大林格勒战役失败的报复。行动同时在马伊达内克、特拉夫尼基、波尼亚托瓦、布曾（Budzyn）、克拉希尼克、普瓦維和利波瓦等分营展开。 特拉夫尼基人在101营的援助下一个接一个地射杀在坑中的犹太人。尸体后来被米莱尤夫的特别行动队焚烧；1943年底焚尸任务完成后，这些队员被当场处决。
丰收节行动约有43,000名受害者，是整个二战期间德国单次屠杀犹太人最多的一次行动，比在基辅郊外造成33,000名犹太人遇害的娘子谷大屠杀多出10,000名受害者。1944年7月，特拉夫尼基训练营因交战前线日渐接近而被拆除。卡尔·施特莱贝尔亲自带领最后1,000名志愿帮手组成了党卫队施特莱贝尔营，被向西调往仍在运作的灭绝营继续他们的勾当。苏联红军于1944年7月23日进入完全空置的特拉夫尼基集中营设施。战争结束后，红军抓获并起诉了数百名乃至上千名返回苏联的志愿帮手。大多数人被判遣送至古拉格 ，后来在1955年的赫鲁晓夫大赦中获释。
相比之下，只有极少的志愿帮手在西方受审。1976年汉堡的西德法庭宣布，包括指挥官施特莱贝尔在内的六名被告在所有指控中无罪，并释放所有被告。在美国，大约16名前志愿帮手警卫被开除国籍，其中一些人年事已高。

### 失败的募兵尝试
1943年1月， 党卫队日耳曼控制中心（Germanische Leitstelle）在塔特拉山脉腹地的扎科帕內开启了一项招募活动，意图组建一支全新的武装党卫队高地师。大约200名年轻的戈拉尔人签字应征，招募者为他们提供了无限量的酒水。他们登上了一辆前往特拉夫尼基的旅客列车，但大多数人在酒醒后到了马库夫就下车了，只有12人抵达特拉夫尼基。他们刚有机会就与乌克兰人爆发了大规模拳斗，造成了严重混乱，随后被捕并被送走。1943年4月5日，德占克拉科夫的党卫队上级集团长克吕格尔在一封公函中放弃了整个想法，认为这一任务不可能完成。 这次失败不可避免地导致他于1943年11月9日被总督汉斯·弗兰克解职。

## 注解
1. 1 2 3 4 5 6 7  Mgr Stanisław Jabłoński (1927–2002). . The camp history. Trawniki official website.   [July 12, 2014]. （原始内容存档于2014-02-03） （波兰语）.
2. ↑  Tadeusz Piotrowski. . Poland's Holocaust. McFarland: 217. 2006  [July 12, 2014]. （原始内容存档于2018-11-07）.
3. 1 2 3 4 5 6 7 8 9 10 11  Holocaust Encyclopedia.  (permission granted to be reused, in whole or in part, on Wikipedia; OTRS ticket no. 2007071910012533). United States Holocaust Memorial Museum.   [July 12, 2014]. （原始内容存档于2018-06-14）. Text from USHMM has been released under the GFDL.
4. 1 2  Mgr Stanisław Jabłoński (1927–2002). . The camp history. Trawniki official website.   [July 12, 2014]. （原始内容存档于2018-10-30） （波兰语）.
5. ↑  Jack R. Fischel. . Historical Dictionary of the Holocaust. Scarecrow Press: 264–265. Jul 17, 2010  [July 12, 2014]. （原始内容存档于2018-08-21）.
6. ↑  Donald L. Niewyk, Francis R. Nicosia. . The Columbia Guide to the Holocaust. Columbia University Press. 2012  [July 12, 2014]. （原始内容存档于2018-08-21）.
7. ↑  Mgr Stanisław Jabłoński (1927–2002). . The camp history. Trawniki official website.   [July 12, 2014]. （原始内容存档于2004-10-21） （波兰语）.
8. ↑  Mgr Stanisław Jabłoński (1927–2002). . The camp history. Trawniki official website.   [July 12, 2014]. （原始内容存档于2005-03-01） （波兰语）.
9. ↑  Browning & 1992; 1998，第52頁.
10. ↑  David Bankir, ed.  (Google Books). Secret Intelligence and the Holocaust. Enigma Books: 331–348. 2006  [July 12, 2014]. （原始内容存档于2019-02-22）.
11. ↑  Markus Eikel.  (PDF). Center for Advanced Holocaust Studies, United States Holocaust Memorial Museum. 2013. 110–122 in PDF  [2019-02-22]. （原始内容存档 (PDF)于2021-03-15）. Ukraine differs from other parts of the Nazi-occupied eastern territories because the local administrators were able to form the Ukrainian Hilfsverwaltung in support of the extermination policies in 1941 and 1942, providing assistance for the deportations to camps in 1942 and 1943.
12. ↑  Gregory Procknow, Recruiting and Training Genocidal Soldiers （页面存档备份，存于）, Francis & Bernard Publishing, 2011,ISBN 0986837407(page 35).
13. ↑  Belzec, Sobibor, Treblinka: The Operation Reinhard Death Camps （页面存档备份，存于） by Yitzhak Arad, Indiana University Press, 1987,ISBN 0253342937(page 21)
14. ↑  Arad, Yitzak (1987). Belzec, Sobibor, Treblinka: The Operation Reinhard Death Camps by Yitzhak Arad, Indiana University Press,ISBN 0253342937, page 22.
15. 1 2  Sergei Kudryashov, “Ordinary Collaborators: The Case of the Travniki Guards” (in) Russia War, Peace and Diplomacy Essays in Honour of John Erickson edited by Mark and Ljubica Erickson, London: Weidenfeld & Nicolson, 2004; pages 226-227 & 234-235.
16. 1 2 3 4 5  Browning, Christopher R.  (PDF file, direct download 7.91 MB complete). Ordinary Men:Reserve Police Battalion 101and the Final Solution in Poland. Penguin Books: 52, 77, 79, 80. 1998  [July 12, 2014]. （原始内容存档 (PDF)于2018-09-17）. Also: PDF cache archived by WebCite.
17. ↑  Browning & 1992; 1998，第95頁.
18. ↑  Browning & 1992; 1998，第93頁.
19. ↑  Browning & 1992; 1998，第77頁.
20. ↑  Estera Rubinstein (testimony). . Virtual Shtetl. Museum of the History of Polish Jews.   [15 July 2014]. （原始内容存档于2016-03-04） （波兰语）.
21. ↑  Jennifer Rosenberg. . 20th Century History. About.com Education.   [July 15, 2014]. （原始内容存档于December 27, 2016）.
22. ↑  ARC. . Occupation of the East. ARC. 2004  [July 14, 2014]. （原始内容存档于2019-05-14）.
23. ↑  Browning & 1992; 1998，第135-136頁.
24. 1 2  Ralph Hartmann. . Den Aufsatz kommentieren. Ossietzky 9/2010. 2010  [July 12, 2014]. （原始内容存档于December 2, 2013）.
25. ↑  Holocaust Encyclopedia.  (ibidem). USHMM.   [July 12, 2014]. （原始内容存档于2018-06-14）.
26. ↑  USHMM. . Holocaust Encyclopedia. United States Holocaust Memorial Museum, Washington, DC. May 11, 2012  [July 12, 2014]. （原始内容存档于2018-06-14）.
27. ↑  Rafał Kuzak. . Ciekawostki historyczne. Społeczny Instytut Wydawniczy Znak sp. z o.o. 12 September 2012  [2019-02-22]. （原始内容存档于2016-08-15）.
28. ↑  Thompson, Larry V. . University of Wisconsin: 260. 1967. OCLC 3417584.